# Força eletromotriz de Thomson
Força eletromotriz de Thomson, é a tensão elétrica existente entre dois pontos que estão em temperaturas diferentes num condutor. Este efeito foi estudado por William Thomson (Lord Kelvin).

## O efeito Thomson
O efeito Thomson se inspirou numa abordagem teórica de unificação dos efeitos Seebeck (1821) e Peltier (1834). O efeito Thomson foi previsto teoricamente e subsequentemente observado experimentalmente em 1851 por Lord Kelvin. Ele descreve a capacidade generalizada de um metal submetido a uma corrente elétrica e um gradiente de temperatura em absorver energia térmica ou gerar calor.
Qualquer condutor submetido a uma corrente elétrica (com exceção de supercondutores), com uma diferença de temperatura em suas extremidades, pode emitir ou absorver calor, dependendo da diferença de temperatura e da intensidade e direção da corrente elétrica.
Se uma corrente elétrica de densidade J flui por um condutor homogêneo, o calor produzido por unidade de volume é:
{\displaystyle q=\rho J^{2}-\mu J{\frac {dT}{dx}}\,\!}
onde
ρ é a resistividade do condutor
dT/dx é o gradiente de temperatura ao longo do condutor
μ é o coeficiente de Thomson.
O primeiro termo ρ J² é simplesmente o aquecimento da Lei de Joule, que não é reversível.
O segundo termo é o calor de Thomson, que muda de sinal quando J muda de direção.
Em metais como zinco e cobre, com o terminal "quente" conectado a um potencial elétrico maior e o terminal "frio" conectado a um potencial elétrico menor, onde a corrente elétrica flui do terminal quente para o frio, a corrente elétrica está fluindo de um ponto alto potencial térmico para um potencial térmico menor. Nessa condição há evolução no calor. É chamado de efeito positivo de Thomson.
Em metais como cobalto, níquel, e ferro, com o terminal "frio" conectado a um potencial elétrico maior e o terminal "quente" conectado a um potencial elétrico menor, onde a corrente elétrica flui do terminal frio para o quente, a corrente elétrica está fluindo de um ponto baixo potencial térmico para um ponto de potencial térmico maior. Nessa condição há absorção do calor. É chamado de efeito negativo de Thomson.